# Società Senckenberg per la ricerca naturale
La società Senckenberg per la ricerca naturale (in tedesco Senckenberg Gesellschaft für Naturforschung) è una delle principali società accademiche tedesche con sede a Francoforte sul Meno. Nota anche con l'acronimo SNG, è stata fondata nel 1817 in onore e per proseguire le iniziative del medico e naturalista Johann Christian Senckenberg, morto nel 1772. 

## Storia

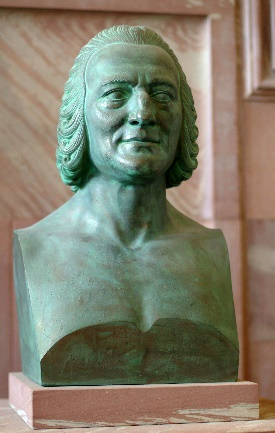
Busto di Johann Christian Senckenberg

La società Senckenberg per la ricerca naturale è stata fondata in onore del medico e naturalista di Francoforte sul Meno Johann Christian Senckenberg. Nel 1763 Senckenberg utilizzò l'intero suo patrimonio di 95.000 fiorini per fornire assistenza gratuita ai poveri in un ospedale comunitario e per sostenere progetti scientifici. In tal modo sorsero l'istituto di medicina, l'orto botanico, la biblioteca aperta a tutti, le collezioni di storia naturale, il laboratorio chimico e il teatro anatomico locale. Senckenberg morì il 15 novembre 1772. L'ospedale comunale ebbe successo ma gli istituti scientifici soffrirono dopo la morte di Senckenberg. Nel 1815 Johann Wolfgang von Goethe durante una visita alla sua città natale si lamentò della situazione e così, in sua memoria, il 22 novembre 1817, 32 cittadini di Francoforte fondarono la società. La società rilevò parti della biblioteca e della collezione di storia naturale del dottore e creò sul sito la sua prima sede. Il Senckenberg Naturmuseum fu costruito in soli quattro anni e la socità ebbe rapida ascesa ai vertici dei musei di ricerca tedeschi. Gli oggetti raccolti in numerose spedizioni dal secondo direttore di Senckenberg, il dottor Eduard Rüppell e i buoni rapporti con i politici, oltre a generose donazioni, facilitarono i primi anni. Il 13 ottobre 1907 venne inaugurato il nuovo edificio museale nella sede che ci è pervenuta e in tale occasione il museo americano di storia naturale donò uno scheletro originale di Diplodocus longus. Dopo la società ampliò i suoi interessi anche fuori dalla città di Francoforte.

## Descrizione
La società viene individuata dall'acronimo SGN, la sua sede centrale si trova a Francoforte sul Meno e comprende organizzazioni dei genitori, associazione Leibniz, organizzazioni infantili, centro di ricerca  Senckenberg sulla biodiversità e sul clima, centro Senckenberg per l'evoluzione umana e il paleoambiente, istituto entomologico tedesco Senckenberg, museo di storia naturale di Görlitz, collezioni di storia naturale Senckenberg a Dresda, istituto di ricerca Senckenberg e Senckenberg Naturmuseum.
La missione del suo statuto è quella di rendere la scienza e le scoperte scientifiche accessibili al pubblico attraverso l'insegnamento, l'editoria e i musei di storia naturale.